# جوديث آن كارتر هورتون
جوديث آن كارتر هورتون (بالإنجليزية: Judith Ann Carter Horton)‏ هي أمينة مكتبة أمريكية، ولدت في 17 مايو 1866 في رايت في الولايات المتحدة، وتوفيت في 16 فبراير 1948 في غوثري في الولايات المتحدة.